# Ana Trebežnik
‎Ana Trebežnik, slovenska pesnica, filozofinja in sociologinja, *197_, Ljubljana, Slovenija.
Njena pesniška dela so bila objavljena v zborniku Sirota Jerica, izdala pa je tudi pesniško zbirko 16-25 (2006).